# USS LST-949
O USS LST-949 foi um navio de guerra norte-americano da classe LST que operou durante a Segunda Guerra Mundial.